# Juan Aventinus

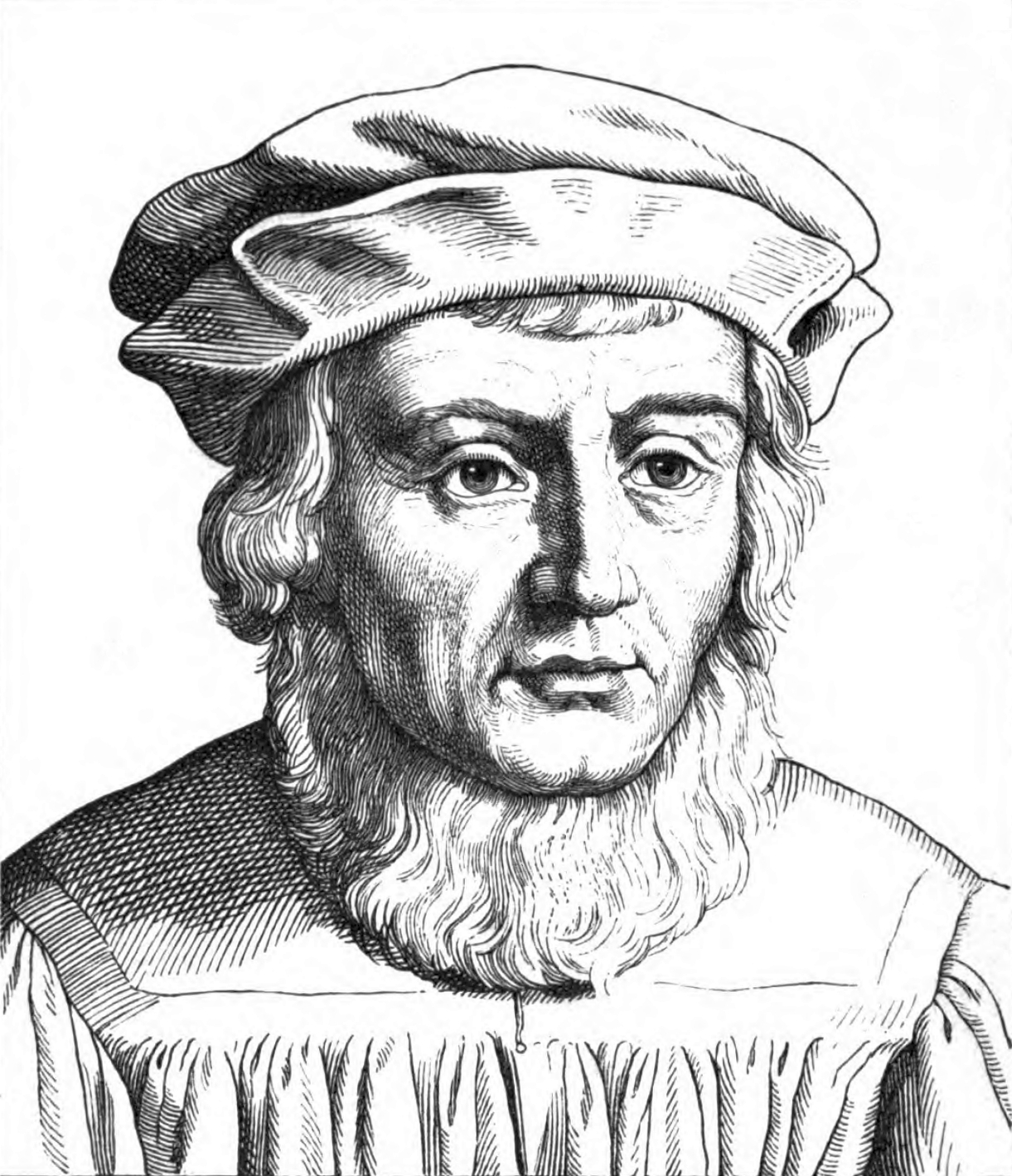
Juan Aventinus

Juan Jorge Turmair (Thurmayr) o Johannes Aventinus (n. 4 de julio de 1477 – f. 9 de enero de 1534) fue un historiador, humanista y filólogo bávaro. Aventinus es el nombre latinizado de su lugar de nacimiento, Abensberg. Aventinus escribió Anales de Baviera, un valioso registro de la historia temprana de Alemania.

## Tutor
Tras estudiar en las universidades de Ingolstadt, Viena, Cracovia y París, regresó a Ingolstadt en 1507 y, en 1509 fue nombrado tutor de Luis y Ernesto, los hermanos menores de Guillermo IV de Baviera, todos ellos hijos de Alberto el Sabio, el último duque de Baviera. Aventinus retuvo esta posición hasta 1517. Escribió una gramática latina (Rudimenta grammaticae latinae; 1512) y otros manuales para el uso de sus pupilos y, en 1515, viajó a Italia con Ernest.

## Historiador de Baviera
En 1517, Guillermo IV lo nombró  historiador oficial de Baviera y le encargó escribir una historia del país. Muchas de las importantes personalidades que Aventinus recopiló para este propósito se han conservado solo aquí. Con un tratamiento crítico de ellas, elaboró una historia completa de Baviera, Annales Bojorum (Anales de Baviera). Su versión condensada en alemán, la “Bayerische Chronik”, es la crónica más importante en idioma alemán.

## La Reforma
Aventinus se mantuvo católico durante toda su vida, aunque simpatizó con aspectos de la Reforma Protestante. Rechazaba la confesión auricular, objetó las peregrinaciones e indulgencias y se opuso a las exigencias sobre la jerarquía al tildarlos de excesivos. Mostró un fuerte disgusto por los monjes. En este sentido, fue encarcelado en 1528, pero sus amigos se encargaron de liberarlo pronto. Falleció en Ratisbona.

## Anales de Baviera
Los Anales, que se componen de siete libros, tratan sobre la historia de Baviera en conjunción con una historia general desde los primeros tiempos hasta 1460. El autor muestra simpatía por el Imperio y su lucha con el Papado. Tuvo dificultades con esta obra y, hasta cierto punto, anticipó la historiografía moderna. Otro resultado de inconformidad fue que los Anales no fueron publicados hasta 1554. Muchos pasajes fueron omitidos en la edición de Ingolstadt.
Una versión más completa  salió a luz en Basilea en 1580 por Nicholas Cisner. Aventinus, quien había sido llamado el «Herodoto bávaro», escribió otros libros de menor importancia. Una edición completa de sus obras fue publicada en Múnich (1881–1886).

### Genealogía teutónica
En su Chronik, Aventinus fabricó una sucesión de reyes teutónicos, que se retrotraía hasta la Diluvio, quienes gobernaron sobre vastas zonas de Alemania y regiones circundantes hasta el siglo I a. C. y los involucró en numerosos eventos de la historia bíblica y clásica. 
Estos gobernantes y sus proezas son mayormente ficticios, aunque algunos son derivados de personajes mitológicos, legendarios o históricos. Ejemplos de los últimos son Boiger, Kels II y Teutenbuecher, cuyo reinado conjunto es fechado como 127-100 a. C., que se basan en el rey Boiorix de los cimbrios, el rey anónimo de los ambrones y el rey Teutobod de los teutones.
      Dinastía de Tuitsch

      Dinastía de Mader

      Dinastía de Brenner III

      Afiliación dinástica desconocida
| Gobernante         | Gobernante                             | Gobernante                              |
| ------------------ | -------------------------------------- | --------------------------------------- |
| Tuitsch 2214–2038  | Adalger 1377–1328                      | Mader 644–589                           |
| Mannus 1978–1906   | Larein 1328–1277                       | Breno II y Koenman 589–479              |
| Eingeb 1906–1870   | Ylsing 1277–1224                       | Landein, Antöry Rögör 479–399           |
| Ausstaeb 1870–1820 | Breno I 1224–1186                      | Breno III 399–361                       |
| Herman 1820–1757   | Heccar 1186–1155                       | Schirm & Breno IV 361–263               |
| Mers 1757–1711     | Frank 1155–1114                        | Thessel, Lauther & Euring 279–194       |
| Gampar 1711–1667   | Wolfheim Siclinger 1114–1056           | Dieth I yDiethmer 194–172               |
| Schwab 1667–1621   | Kels I, Gal & Hillyr 1056–1006         | Baermund y Synpol 172–127               |
| Wandler 1621–1580  | Alber (y otros seis anónimos) 1006–946 | Boiger, Kels II y Teutenbuecher 127–100 |
| Deuto 1580–1553    | Walther, Panno & Schard 946–884        | Scheirer 100–70                         |
| Alman 1553–1489    | Main, Öngel & Treibl 884–814           | Ernst y Vocho 70–50                     |
| Baier 1489–1429    | Myela, Laber y Penno 814–714           | Pernpeist 50–40                         |
| Ingram 1429–1377   | Venno y Helto 714–644                  | Cotz, Dieth II y Creitschir c.40–13     |

## Legado
Luis I de Baviera mandó erigir el busto de Aventinus en el templo de Walhalla. Existe una cerveza nombrada en su honor, fabricada por G. Schneider & Hijo.